# 鳴海唯
鳴海 唯（なるみ ゆい、1998年〈平成10年〉5月16日 - ）は、日本の女優。兵庫県西宮市出身。フラーム所属。

## 略歴
小学生の時に上野樹里主演のドラマ・映画『のだめカンタービレ』を見て上野演じるキャラクターと上野自身とのギャップに衝撃を受け、「私も、役を通じて様々な人間になれるような職業に就職したい。」と女優に憧れを抱く。しかし、漠然とした憧れはあるものの、何も行動を起こせないまま中学・高校時代を過ごし、大学進学を考える時期になる。芸能界入りのチャンスが多いと思い、東京の大学への進学を目指すが受験に失敗。舞台芸術学科のある関西の大学に進学する。進学したものの、演技論など舞台芸術の基礎から学ぶ座学の多い授業にジレンマを感じ、実践的な芝居を早々に学びたい鳴海はこのまま続けられるか悩み始める。
2017年、広瀬すず主演の映画『ちはやふる -結び-』（2018年3月公開）のエキストラ募集を知り、応募する。映画の撮影現場で初めて目の当たりにした同年代の役者たちの演技に衝撃を受け、「今挑戦しないと一生後悔する」と上京を決意する。芸能事務所MKroom（エムケールーム）のオーディションを受けて合格し、同年11月には大学を辞めて退路を断ち、上京。養成所「Pro Acting Labo」にて半年間芝居を猛勉強する。
2018年1月、佐野智樹監督の映画『P子の空』で女優として活動を開始し、ミュージック・ビデオやCMなどに出演。初のオーディション挑戦となった2019年度前期のNHK連続テレビ小説『なつぞら』では柴田夕見子役のオーディションで落選するも、2度目の挑戦となった柴田明美役のオーディションに合格し第19週より出演。テレビドラマ出演1作目にして朝ドラに初出演する。
2020年7月、『マイラブ・マイベイカー』で朝ドラ終了後初めてドラマ出演する。2021年12月、『偽りのないhappy end』で映画初主演。
2023年4月17日、自身のInstagramでフラームへの移籍を発表。8月17日に初の写真集『Sugarless』（玄光社）が発売。同年9月17日、NHK大河ドラマ『どうする家康』で大河ドラマ初出演。
2024年1月期TBS系火曜ドラマ『Eye Love You』でゴールデンプライムタイムの連続ドラマに初めてレギュラー出演。
上京を決心するきっかけとなった映画『ちはやふる -結び-』へのエキストラ出演から7年を経た2025年、ドラマ『ちはやふる-めぐり-』（日本テレビ）に、強豪校・アドレ女学院競技かるた部顧問役で出演を果たす。

## 人物
身長156cm。スリーサイズはB82cm、W63cm、H87cm。靴のサイズは23.5cm。
趣味はモノマネ、とんかつ屋巡り。お笑い好き。自他ともに認めるモノマネ自信作は「英会話CDの音源」。デビュー直後によくオーディションで披露し、多くの場所で「小さく」（本人談）盛り上がっていた。それに対して、同じく自信のあった「ジャイアンの声」のモノマネは長時間話すとボロが出るため、意外と周囲に不評だったと本人は語る。
特技はバレーボール（バレーボール歴3年、ポジションはリベロ）、運動全般。
小中学時代の遊びは寸劇で、2人の幼なじみとともに学校で見た映画『戦場のメリークリスマス』の場面を真似したりしていた。また、歌を歌うことが好きで、小学生の学芸会では自ら作詞・作曲をした歌を披露、高校では3年間バンドのボーカルを担当した。
英語の授業でのスピーチや英語での芝居が好きで、中学時にはオーストラリア研修を経験、高校は国際学科にて学ぶ。英語のコミュニケーション能力を身に着け、将来は海外での仕事、英語を使った仕事にも関わりたいと語る。
中学時代から広瀬すずのファンで、写真集を所有し、高校2年時にはPHOTO BOOK 『17才のすずぼん。』発売記念の握手会にも参加した。広瀬との共演が夢で、NHK連続テレビ小説『なつぞら』での共演で実現した。
コメディが好きでコメディエンヌを目指し、女優を志すきっかけとなった『のだめカンタービレ』のようなコメディ映画で主演を務めることを目標としている。また「いつかは朝ドラのヒロインに」が夢だとも語る。ミュージカルなどの舞台に憧れボイストレーニングを受けている。
2022年4月3日、同月4月6日に始まる春の全国交通安全運動啓発の目的で、自身の地元である兵庫県西宮市に所在する西宮警察署の一日署長に任命された。会場となった阪急西宮ガーデンズに警察官の服に全身を包み「一日警察署長」の襷を掛けて登場し、西宮警察署長から委嘱状を受け取ると、訪れた人に交通安全を呼び掛け啓発グッズを配布した。取材に訪れたサンテレビのインタビューに対して「いつか自分が生まれ育った街に貢献できる仕事をしたいと強く思っていたので、それが今日叶って凄く嬉しい」と喜びを語り、「この交通安全運動が一人でも多くの方の安全と交通事故の防止につながっていけばいいと心より祈っている」と締めた。4月1日より兵庫県警察公式YouTubeの「春の全国交通安全運動啓発動画」に出演。
2022年4月14日に放送されたクイズバラエティ番組『THE突破ファイル』（日本テレビ）再現VTRの1コーナー「突破交番」に新入巡査役で初出演。雨に打たれながら2人の先輩巡査と協力して事件解決・犯人逮捕に従事する役を演じた。上述の「春の全国交通安全運動啓発活動」に携わる期間と当番組放送時期が近かったことなどから、結果的に鳴海はこの4月だけで様々な種類の警察官の制服に身を包む稀有な経験をした。

## 出演

### 映画
- ちはやふる -結び-（2018年3月17日、東宝） - エキストラ出演
- P子の空（2018年）
- 偽りのないhappy end（2021年12月17日、アルミード） - 主演・エイミ 役[22][23]
- 熱のあとに（2024年2月2日、ビターズ・エンド） - 宇佐見美紀 役[24][25][26]
- 四角の中の人たち（2022年11月18日先行上映、2024年5月2日配信開始） - 美沙 役[27]
- 赤羽骨子のボディガード（2024年8月2日、松竹） - 湾可世子 役[28]
- アフター・ザ・クエイク（2025年10月3日公開予定、ビターズ・エンド） - 主演・順子 役[29]

### 短編映画
- 配信ショートフィルム「ひとつのソラ」（2021年、カンテレ） - 主演・未希 役
- ショートフィルム「The Izakaya Dialogue」（2023年、ホッピービバレッジ） - ゆうか 役
- 8K／HDRショートフィルム「ポルトレ」（2023年、カンテレ） - 主演・ナミ 役
- 短編映画・谷川俊太郎「今日の空は大好き」（2024年12月25日配信）[30]
- 短編映画「道子、未知満ちて。」（2025年6月13日配信）

### テレビドラマ
- 連続テレビ小説（NHK）
  - なつぞら 第109回 - 第156回（最終回）（2019年8月5日 - 9月28日） - 柴田明美 役[3][4]
  - あんぱん 第66回 -（2025年6月30日 - ） - 小田琴子 役[31][32]
- びしょ濡れ探偵 水野羽衣 第11話（2019年9月12日、テレビ東京） - 麻里 役
- マイラブ・マイベイカー（2020年7月10日 - 9月25日、ひかりTV・dTVチャンネル / 7月14日 - 9月29日、カンテレ・メ〜テレ・テレビ神奈川） - 水野結衣 役[7][33]
- バベル九朔 第3話（2020年11月2日、日本テレビ） - 正田涼子 役[34][35]
- 桜の塔 第1話（2021年4月15日、テレビ朝日） - 弥生 役
- ムショぼけ（2021年10月3日 - 12月12日、朝日放送テレビ・テレビ神奈川） - ナツキ 役[36]
- スナック キズツキ 第6話（2021年11月12日、テレビ東京） - 中島香保（高校時代）役
- 緊急取調室 新春ドラマスペシャル「特別招集 2022 8億円のお年玉」（2022年1月3日、テレビ朝日） - 警察学校生徒 役
- 永遠の昨日（2022年10月21日 - 12月9日、毎日放送） - 橋本郁美 役[37]
- 科捜研の女 2022 Season22 第3話（2022年11月1日、テレビ朝日） - 三浦葵 役[38]
- 最高のオバハン 中島ハルコ 第2シリーズ 第6話（2022年11月12日、東海テレビ・フジテレビ） - 三枝瞳 役[39]
- ひともんちゃくなら喜んで!（2023年1月15日 - 3月19日、テレビ朝日・朝日放送テレビ） - 常盤舞子 役[40]
- 大河ドラマ どうする家康 第35回 - 36回・第42回・最終回（2023年9月17日 - 24日・11月5日・12月17日、NHK） - 稲 役[14]
- すべて忘れてしまうから（2023年10月14日 - 12月16日、テレビ東京） - ミト 役[41][注 1]
- 時をかけるな、恋人たち 第2話・第10話（2023年10月17日・12月12日、関西テレビ・フジテレビ） - 西キョウカ 役[42]
- Eye Love You（2024年1月23日 - 3月26日、TBS） - 仁科明日香 役[15]
- 君が獣になる前に（2024年4月6日 - 6月22日、テレビ東京） - 宮ノ森真由 役[43]
- あのクズを殴ってやりたいんだ（2024年10月8日 - 12月10日、TBS） - 佐藤さや美 役[44]
- 秘密〜THE TOP SECRET〜（2025年1月20日 - 4月7日、関西テレビ・フジテレビ） - 菅井律子 役[45]
- 地震のあとで 第2話『アイロンのある風景』（2025年4月12日、NHK総合） - 主演・順子 役[46][47]
- ちはやふる-めぐり- 第5話 - （2025年8月6日 - 、日本テレビ）- アドレ女学院競技かるた部顧問 役[16][17]
- シナントロープ（2025年10月6日〈予定〉 - 、テレビ東京） - 室田環那 役[48][49]

### WEBドラマ
- 妖怪人間ベラ 〜episode.0〜（2020年8月13日配信、全10回、Amazon Prime Video） - 浅川七海 役[50]
- 死神さん 第2話（2021年9月24日、Hulu） - 田岡美鈴 役
- すべて忘れてしまうから（2022年9月14日 - 11月16日、Disney+） - ミト 役[41][注 2]
- 七夕の国（2024年7月4日 - 、ディズニープラススター） - 亜紀 役[51][52]
- あの夜を許してやりたいんだ（2024年11月12日 - 12月10日、TVer） - 佐藤さや美 役[53]
- わかっていても the shapes of love（2024年12月9日 - 30日、ABEMA・Netflix） - 今井千輝 役[54][55]

### オリジナルビデオ
- ゼロワン Others - ソルド20 役
  - ゼロワン Others 仮面ライダー滅亡迅雷（2021年7月14日）[56]
  - ゼロワン Others 仮面ライダーバルカン&バルキリー（2021年11月10日）[57]

### 舞台
- オールナイトニッポン55周年記念公演「あの夜を覚えてる」（2022年3月20日・27日、オンライン劇場「ZA」） - 小園真由美 役[58]
  - 「あの夜であえたら」（2023年10月14日・15日、東京国際フォーラム ホールA） - 小園真由美 役[59]

### テレビ番組
- THE突破ファイル（2022年4月14日・6月16日・8月4日・18日・10月13日・2023年1月5日、日本テレビ） - 鳴海巡査 役

### ラジオ
- 若月佑美と工藤遥のMBSヤングタウン（2022年7月11日 、MBSラジオ） - 若月佑美の代演

### CM
- 銀座カラー 「ミス・チョイスを退治」編（2019年1月）
- 東京電力ホールディングス TEPCO速報「似ていない父娘篇」（2019年2月、WEB CM） - モモ 役
- 元気寿司（2019年3月、香港）
- 森永乳業 ピノ ストロベリームーン味 「ストロベリームーン〜その願い、叶うかも。」篇（2019年5月、WEB CM） - 真衣 役[60]
- レバテック
  - レバテックフリーランス 「フリーランスという生き方」篇（2020年2月 - 、WEB CM）
  - レバテックキャリア 「スキルが活かせる」篇（2020年2月 - 、WEB CM）
  - 「エンジニアの採用なら」（2020年5月 - 、WEB CM）
  - 「やりたいを叶えよう。」篇、「採用を叶えよう。」篇、「トレンドで叶えよう。」篇、「現場のリアルで叶えよう。」篇（2021年11月 - 、テレビCM & WEB CM）
  - 「レバテック」篇 「IT専門職の仕事探しは」篇、「ITエンジニア」篇、「WEBデザイナー」篇、「PM」篇、「転職もフリーランスも」篇（2022年8月-、テレビCM &WEB CM）
- 日本ケンタッキー・フライド・チキン 「ガチャ」編（2020年2月 - 、WEB CM）
- アイン薬局 「元気を届ける薬剤師」篇（2020年11月 - ）
- オセアン[61]「抱きしめる」（2021年）
- ワコール スポーツブラcw-x（2021年）
- 若築建設（2021年）
- クラレ「きっと明日も、ハレ、クラレ。」（2022年）[62]
- JCBカード 「5億円山分けキャンペーン」（2022年・2023年）[63][64]
- スパイク・チュンソフト『超探偵事件簿 レインコード』（2023年6月23日 - ）[65]
- サントリー ジムビーム（2024年3月3日 - ）[66]
- スズキ ラパン（2024年3月31日 - ）[67]
- 日本マクドナルド セット500 ハンバーグラー篇（2025年3月11日 - ）[68]

### 広告
- 中野ブロードウェイ商店街振興組合 「シブいビルのナウい商店街」（2018年10月） - イメージモデル
- 警察庁 「＋ヘルメット」ポスター（2020年）
- 富士フイルム「プリントデイズ」（2023年9月17日 - ）[12][69]
- ファッションブランド「組曲」キービジュアル（2023年10月 - ）[12][70]
- 「靴下屋2023WINTER」キービジュアル（2023年11月1日 - ）

### ミュージック・ビデオ
- ラックライフ「走って」（2018年8月21日）
- hy4 4yh（ハイパーヨーヨ）「蓮等」（2018年12月26日）
- KOBASOLO「春に揺られど君想う feat. こぴ」（2019年5月1日）
- This is LAST「もういいの?」（2022年8月11日）
- DREAMS COME TRUE「大阪LOVER - special edition for USJ -」「あなたと同じ空の下 - SINGLE VERSION -」（2024年10月25日）
- 稲垣潤一「クリスマスキャロルの頃には」（2024年12月12日）
- Uru「Never ends」（2025年7月11日）[71]

## 書籍

### 写真集
- Sugarless（2023年8月17日、玄光社、撮影：川島小鳥）ISBN 978-4768318188[13][72]